# Виардо, Дарья
Дарья Виардо (настоящее имя —  Да́рья Дми́триевна Вла́сова, род. 5 мая 1999, Норильск, Россия) — российская поп-фолк-певица.

## Биография
Родилась 5 мая 1999 года в городе Норильск, Россия. Во время обучения в школе училась в музыкальной школе по классу классической гитары. Обучалась в Уральском федеральном университете по специальности «религиоведение», однако не окончила его. В 2022 году переехала из Екатеринбурга в Санкт-Петербург.
Первый альбом вышел в 2019 году. До 2021 года использовала псевдоним Цирковь, что является эрративом слова «церковь».
Являлась хедлайнером (англ.) инди-фестиваля «Motherland», также одной из выступающих на церемонии премии журнала «Собака.ru».

## Дискография

### Сольные альбомы
- Образ солнца (2019)
- Явление святой троицы в квартире (2020)
- Глас (2021)

### Синглы
- «Не рыдай мне, мати» (2019)
- «Великим» (2019)
- «Русалки» (2021)

### Видеоклипы
- «Сон» (2019)
- «Не рыдай мне, мати» (2020)[5]

## Критика
Российский музыкальный критик Алексей Мажаев в 2021 году писал в информационном агентстве InterMedia о последнем альбоме «Глас»: «Симбиоз инди-музыки и христианского фолка можно назвать новаторским или по крайней мере небанальным». Он также отмечал, что на первый взгляд такой альбом покажется обычным инди-альбомом из-за высокого голоса певицы, элементов фольклора и т. д., однако певицу отличает обращения к Богу в текстах песен, обеспокоенность в будущем человечества в связи с его неверием в Господа и аллюзии на христианство.
В издательстве «Новый взгляд» в том же году писали о песне «Будь счастлив» из альбома «Глас» и об альбоме в целом. Лирику Виардо назвали остросоциальной, но «максимально в лоб». Альбом «Глас» характеризуют как «любопытный» из-за ее разговора с Богом в песнях.